# Život je pes
Život je pes je česká filmová komedie z roku 1933 natočená režisérem Martinem Fričem.

## Děj
Začínající hudební skladatel Viktor Honzl (Hugo Haas) se snaží prorazit na hudební scénu, ale příliš se mu nedaří. Aby měl z čeho zaplatit účty, musí se protloukat jak to jde a přijímat podřadná zaměstnání. Jednoho dne se vypraví do hudebního vydavatelství, aby se zeptal, proč jeho píseň s názvem To nevadí nevydali. V kanceláři ředitele firmy, pana Durdyse (Theodor Pištěk) píseň přehraje i přezpívá a zdá se, že pana Durdyse přesvědčil. Vinou zlomyslných náhod a Viktorovy smůly, která se mu lepí na paty za každých okolností ale píseň vydána být nemá. Viktor ale zklamaný není, protože v nakladatelství potká Durdysovu dceru Evu (Adina Mandlová), do které se okamžitě zamiluje. Evě Durdysové je ale Viktor spíše k smíchu. Viktor se ale nevzdá a rozhodne se, že stůj co stůj získá zaměstnání v nakladatelství. Na místo hudebního znalce ale hledají výhradně staršího a seriózního pána. Ani to ale Viktora neodradí. Přestrojí se za starého pána a vydává se za svého vlastního strýčka. Místo skutečně dostane a pan šéf je s ním nesmírně spokojen. Jenže přijde zádrhel v podobě druhé dcery pana Durdyse Heleny (Světla Svozilová), která se do pana znalce zamiluje. Viktor se čím dál víc zaplétá do svých výmyslů, ale podaří se mu získat náklonnost slečny Evy. Největší malér ale přijde ve chvíli, kdy pan Durdys ohlásí svatbu svých dvou dcer se strýčkem a synovcem Honzlovými. Viktor pochopí, že je zle, ale snaží se z posledních sil předstírat, že strýček existuje. Dlouho se mu to ale nedaří, Durdysovi na všechno přijdou a zjistí, že strýček a synovec Honzlovi jsou jedna a tatáž osoba. Situaci ale zachrání nenadálý příjezd Heleniny velké lásky, profesora hudby, kvůli kterému ihned zapomene na nějakého strýčka Honzla. Viktorovi a Evě tak už nic nebrání ve štěstí.